# 29160 Sao Paulo
29160 Sao Paulo este o planetă minoră (asteroid) din centura de asteroizi. A fost descoperită pe 26 septembrie 1989 la Observatorul La Silla de Eric Walter Elst și a fost numită după São Paulo. 
Obiectul prezintă o orbită caracterizată de o semiaxă mare de 2,5629652 UAi, o excentricitate de 0,09, o înclinație de 5,04496 ° în raport cu ecliptica.